# 신사군 사건
신사군 사건(新四軍事件) 또는 원난 사건(皖南事变)은 중일 전쟁중인 1941년 중국 공산당과 중국 국민당이 공동 항일 전선을 펼 당시 일어난 사건으로 이 사건으로 공산당과 국민당의 합작은 사실상 결렬되었고 이론적으로만 존재하게 되었다.
이사건을 두고 중화민국과 중화인민공화국의 역사가들의 평가가 나뉘는데 중화민국 쪽에서는 이를 공산군의 불복종에 대한 징벌이라고 보는 반면 중화인민공화국쪽에서는 국민당의 배신행위라고 보고 있다.

## 개요
제2차 국공 합작이후 양쯔 강 남쪽에서는 공산당의 지휘를 받는 신사군이 일본군과 유격전을 벌이고 있었다. 공산군과 공산당의 세력이 점차 강해지는 것에 불안을 느낀 장제스는 점차 공산군과의 협력을 꺼리게 되었고 1940년 12월 신사군을 안후이성 및 저장성에서 철수하라는 명령을 내렸다. 공산당은 이에 동의하고 병력을 양쯔 강 이북으로 이동하라고 명령했다. 처음에 신사군 공산당 장교들은 이 명령에 반발했으나 결국 이동에 합의했다.
예팅이 이끄는 신사군의 정예 병력 9,000명은 3개 방면으로 나눠 양쯔 강을 도하하기 시작했고 1월 5일 도하를 마치고 집결하였다. 이때 갑자기 8만명의 국민혁명군이 나타나 이들을 포위하고 다음날부터 공격을 개시하였다. 숫적 열세에 밀려 신사군은 병력의 상당수를 잃었고 부대장 예팅은 부하를 살리기 위해 1월 13일 국민당군측과 협상을 시도하였다. 예팅이 협상하러 오자 갑자기 국민당측은 그를 체포해 버렸고 결국 신사군의 부부대장도 전사하고 2,000명의 병사만 살아서 포위망을 돌파하였다.
1월 17일 장제스는 신사군의 해체를 명령했고 예팅은 군법회의에 넘겨졌다. 그러나 1월 20일 옌안의 공산당 군사위원회는 부대를 재건하기로 결정하고 천이가 새로운 부대장이 되었고 류샤오치는 정치위원이 되었다. 신사군은 7개 사단 및 1개 여단으로 구성된 9만병력의 규모로 재편되었다.

## 결과
이 사건으로 사실상 제2차 국공 합작은 결렬되었고 국민당은 항일전선을 깨뜨렸다는 비난에 당면한 반면 공산당은 항일의 영웅으로 인식되었다. 비록 공산당은 이 사건으로 인해 양쯔강 남쪽의 영토에 대한 영향력을 상실했지만 인민의 지지를 얻을 수 있었다. 또한 중국 공산당 내에선 왕밍의 통일전선론에 문제가 있다고 판단되어, 즉각적으로 중앙위원회에서 그 설득력을 잃었으며, 약 1년 후에 있을 정풍운동에 정당성을 부여하게 된다.